# Karczewatka
Karczewatka – dawny zaścianek. Tereny na których był położony, leżą obecnie na Białorusi, w obwodzie witebskim, w rejonie brasławskim, w sielsowiecie Widze.

## Historia
W czasach zaborów w granicach Imperium Rosyjskiego.
W latach 1921–1945 zaścianek leżał w Polsce, w województwie nowogródzkim (od 1926 w województwie wileńskim), w powiecie brasławskim, w gminie Widze.
W 1931 w 4 domach zamieszkiwało 16 osób.
Miejscowość należała do parafii rzymskokatolickiej w Wasiewiczach. Podlegała pod Sąd Grodzki w m Turmont i Okręgowy w Wilnie; właściwy urząd pocztowy mieścił się w Widzach.